# Monumento conmemorativo nacional canadiense de Vimy

El Memorial Nacional canadiense de Vimy es un monumento conmemorativo erigido en Francia dedicado a los canadienses que dieron sus vidas en la Primera Guerra Mundial. Es uno de los ocho monumentos canadienses conmemorativos de la Primera Guerra Mundial en Europa, un Lugar Histórico Nacional canadiense, y uno de los monumentos conmemorativos de guerra en el extranjero más importantes de Canadá. Fue construido como memorial nacional en tributo de los 66 000 canadienses muertos en la guerra y los 11 285 sin tumba conocida en Francia. En los muros del memorial están inscritos los nombres de los soldados canadienses que fueron declarados como «desaparecido, presumiblemente muerto» en Francia. Inaugurado en 1936, el memorial fue diseñado por Walter Seymour Allward y se tardó 16 años en su diseño y construcción.
El memorial está localizado en el antiguo campo de batalla de la batalla de la Cresta de Vimy en el Parque Memorial Nacional Canadiense de Vimy, en el territorio de la comuna de Givenchy-en-Gohelle, cerca de Vimy, Francia. En 1922 la utilización de los terrenos del campo de batalla para el parque que contiene el memorial fue concedido, a perpetuidad, por la nación francesa al pueblo canadiense en reconocimiento a los esfuerzos de guerra de Canadá. el parque está todavía atravesado por túneles de guerra, cráteres y trincheras, muchos de los cuales están cerrados al público por seguridad.

## Historia

### Concurso
Al final de guerra, la Comisión de Tumbas de Guerra Imperial concedió a Canadá 8 lugares —3 en Francia y 5 en Bélgica— para erigir monumentos conmemorativos. Cada lugar representó un significativo compromiso canadiense y por esta razón se decidió inicialmente que cada campo de batalla sería tratado igualmente y bendecido con monumentos idénticos. En el noviembre de 1920, la Comisión de Memoriales de Campos de Batalla canadiense se formó para discutir sobre el proceso y las condiciones para establecer un concurso para los lugares en Europa. El concurso estaba limitado a arquitectos, diseñadores, escultores y artistas canadienses. La comisión promovió un concurso nacional arquitectónico y de diseño en diciembre de 1920: 160 dibujos del diseño fueron presentados ante el jurado, y de estas propuestas, 17 fueron seleccionadas para su consideración; a cada artista se le encargó la producción de una maqueta de escayola de su diseño. En octubre de 1922, el trabajo del escultor y diseñador de Toronto Walter Seymour Allward fue seleccionado como el ganador del concurso, y la obra de Frederick Chapman Clemesha ocupó el segundo lugar.
Al principio había cierto debate en cuanto a dónde debería estar localizado este monumento. Muchos pensaron que el monumento debería entrar en Bélgica debido al enorme esfuerzo de las divisiones canadienses en Bélgica y a su tremendo sacrificio. Al final la comisión seleccionó la cresta de Vimy, en gran parte gracias a su elevación sobre la llanura, como mejor lugar para el diseño de Allward. El diseño de Clemesha "Soldado meditabundo" fue seleccionado para los restantes lugares, pero posteriormente, por diversos motivos, se erigió solo en Saint Julien, los otros lugares recibieron un modelo conmemorativo simple similar en diseño.

### Diseño y construcción
La construcción del memorial comenzó en 1925 y duró once años. La inauguración oficial fue llevada a cabo el 26 de julio de 1936 por Eduardo VIII (uno de sus pocos deberes oficiales durante su corto reinado como rey de Canadá), en presencia del presidente francés Albert Lebrun y de unos 50.000 veteranos canadienses y franceses y de sus familias.
Los dos pilares principales del memorial, representando a Canadá y Francia, se elevan treinta metros sobre la plataforma de piedra sobre la que se asientan. Varias esculturas de piedra exhiben una riqueza de simbolismo y ayudan al visitante en la contemplación del monumento conmemorativo en conjunto. Debido a la altura de la Cresta de Vimy, la parte más alta de la escultura de piedra —representación de la paz— está aproximadamente 110 metros por encima de las llanuras de Lens, al este. Las esculturas fueron creadas por artistas canadienses, y testimonian e iluminan el sacrificio de todos los que sirvieron durante la guerra y, en particular, a los más de 66.000 hombres que perdieron sus vidas. Los nombres de los 11.285 soldados canadienses que murieron en Francia, pero no tienen ninguna tumba conocida están esculpidos en el memorial (los nombres de aquellos que murieron en Flandes están en la Puerta Menin). Los visitantes que se acercan al frente del monumento ven una de sus figuras centrales, "Luto de Canadá" (Canada Mourning): una mujer, cubierta con una capa y encapuchada, volviendo su cara al este, hacia el nuevo día. Sus ojos están abatidos y su barbilla apoyada en su mano. Debajo de ella está una tumba, cubierta con ramas de laurel y portando un casco. Esta figura apenada representa a Canadá, una nación joven que se aflige por sus hijos caídos. Jacqueline Hucker, una historiadora de arte de Ottawa que sirvió en el equipo de conservación que recientemente restauró el monumento de Vimy, declaró que "no se parece a ningún otro memorial de guerra hecho con anterioridad" porque Vimy no es un memorial de guerra dedicado al triunfo o la gloria de un gran líder militar, sino a un profundo sentido del deber hacia las legiones de hombres que llenaron las filas de los muertos. Hucker añade:

Allí no hay ningún signo de victoria en absoluto... Este expresa nuestra obligación hacia los muertos, y la pena de la vida - los sentimientos de sacrificio que no se veían en memoriales de guerra hasta este momento.
Jacqueline Hucker 

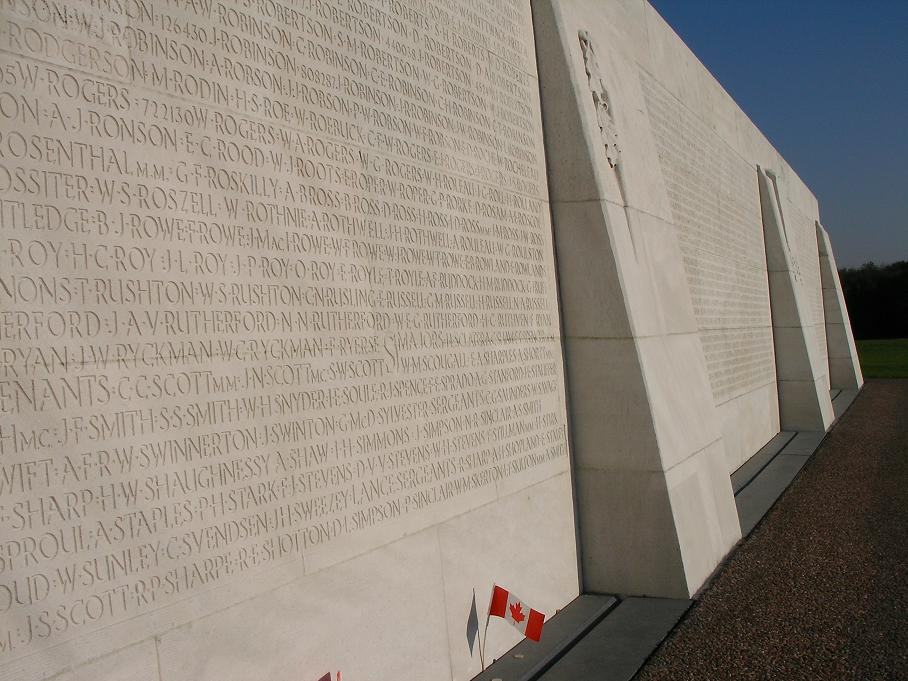
Una vista de algunos nombres inscritos en el Memorial.

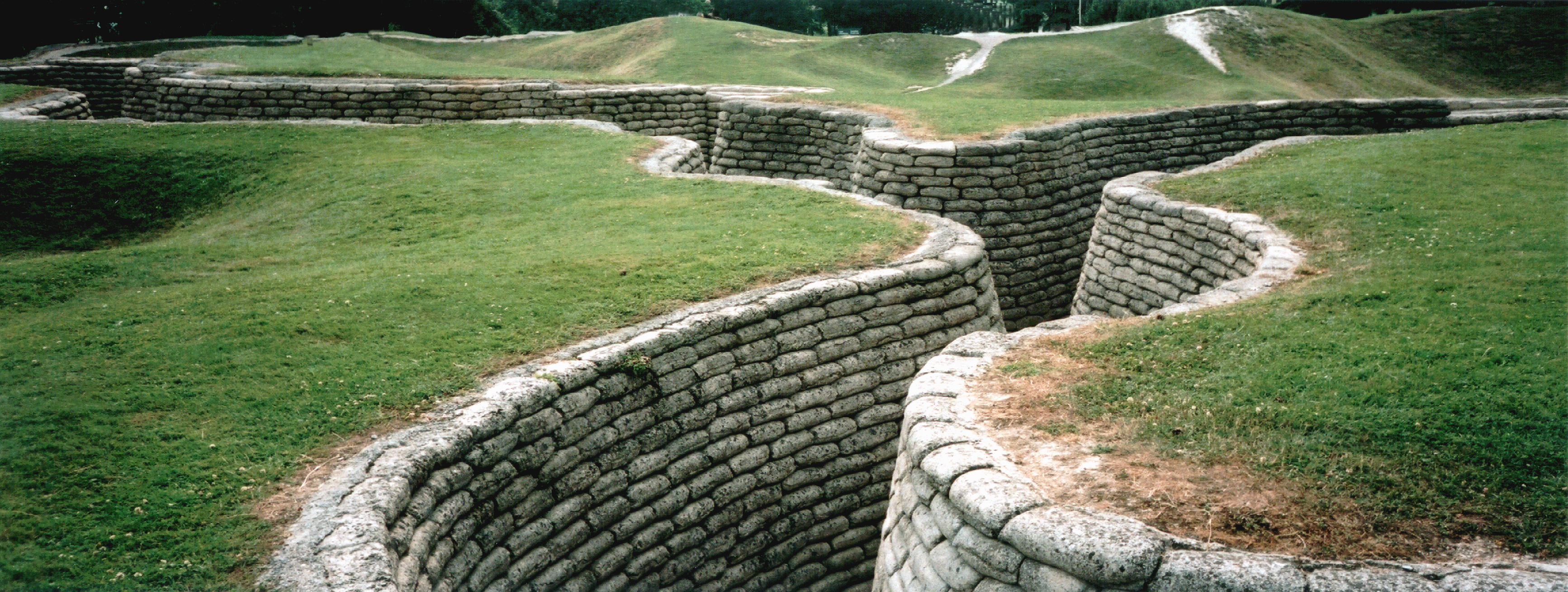
Imagen de trincheras que se conservan en el parque memorial.

Las veinte estatuas presentes en el Memorial de Vimy fueron originalmente esculpidas por Walter Allward aproximadamente de tamaño natural en arcilla ignífuga. Estas fueron reproducidas posteriormente en un yeso más duradero, y las copias de yeso fueron enviadas a Francia, donde los tallistas de piedra franceses los reprodujeron otra vez en piedra, doblando su tamaño. Las copias de trabajo de yeso, casi destruidas en los años 1960, está ahora expuestas en Canadá, con diecisiete en el Museo de Guerra canadiense y las tres restantes en el Museo de Comunicaciones Militares y de Electrónica adjunto a la base de las Fuerzas Armadas canadienses de Kingston.

### Segunda Guerra Mundial
La revista After The Battle (Después de la Batalla) publicó una historia fotográfica del lugar después de la repatriación de la Tumba del Soldado Desconocido de Canadá en el 2000, que incluyó una ceremonia en el Memorial de Vimy. Una de estas fotografías representaba al invitado más célebre del memorial: Adolf Hitler. El 2 de junio de 1940, cuando sus ejércitos conquistaran Francia, Hitler personalmente recorrió el Memorial de Vimy y sus conservadas trincheras. Hitler había sido condecorado dos veces por valentía como un soldado de infantería durante la Gran Guerra y vio el combate en las cercanías de Vimy, a menudo contra soldados de la Commonwealth en trincheras similares. Mientras que el líder alemán no sentía ningún remordimiento sobre la destrucción de posiciones culturalmente significativas en Francia incluidos muchos monumentos de guerra franceses que fueron derribados por los nazis, el monumento conmemorativo de Vimy no mostraba ningún mensaje del triunfo Aliado sobre Alemania. Así fue protegido por Hitler, que adjudicó unidades especiales del Waffen-SS para custodiar el monumento del vandalismo de las tropas regulares de la Wehrmacht germana. El historiador de la Universidad e Ottawa Serge Durflinger menciona que «Hitler lo admiraba enormemente, como él mismo dijo por entonces». Por consiguiente, los alemanes respetaron el memorial hasta el final de la guerra.

## Restauración y nueva dedicatoria
En 2004, el monumento conmemorativo estuvo cerrado para realizar obras de restauración, incluida la limpieza general y una nueva talla de nombres, el traslado de las estatuas, su limpieza y restauración. El memorial restaurado fue dedicado de nuevo por la Reina de Canadá, Isabel II, en una ceremonia celebrada el 9 de abril de 2007 conmemorando el 90.º aniversario de la batalla. También estuvo presente el primer ministro canadiense Stephen Harper y el primer ministro francés Dominique de Villepin. A ellos se les unieron miles de estudiantes canadienses, veteranos de la Segunda Guerra Mundial y de conflictos más recientes, y descendientes de aquellos que lucharon en Vimy, que formaron la mayor multitud de personas en el memorial desde la dedicatoria de 1936.
El soldado raso Herbert Peterson, del Leal Regimiento de Edmonton (4.º Batallón, Infantería Ligera canadiense Princesa Patricia), murió durante una incursión en trincheras alemanas durante la noche del 8 al 9 de junio de 1917, cerca de la cresta de Vimy. Los restos de Peterson no fueron descubiertos hasta 2003. Éste fue identificado en febrero de 2007 a través de una comparativa de ADN con un pariente. Se celebró una ceremonia de entierro para el soldado Peterson el 7 de abril de 2007.
La rehabilitación del memorial de Vimy era parte del Proyecto de Restauración de Monumentos Conmemorativos de Campos de Batalla canadiense, dirigido por el Departamento de Asuntos de Veteranos en cooperación con otros departamentos canadienses, la Comisión de Tumbas de Guerra de Comunidad Británica de Naciones y asesores y especialistas en historia militar.